# Bromphenolblau
Bromphenolblau ist ein Triphenylmethanfarbstoff und gehört zur Gruppe der Sulfonphthaleine. Es ist das Tetrabromderivat des Phenolrot. Bromphenolblau sowie sein Natriumsalz werden als pH-Indikatoren verwendet.

## Eigenschaften
Bromphenolblau schlägt bei einem pH-Wert von 3,0–4,6 von grünlichgelb nach blauviolett um. Im Photometer zeigt sich ein Absorptionsmaximum bei 590–595 nm (pH 4,6).

Absorptionsspektrum von Bromphenolblau im Sauren und im Basischen.

## Verwendung
- als pH-Indikator: pH 3,0 (grünlichgelb), pH 3,4 (grün), pH 4,6 (blauviolett).
- im Probenpuffer bei der Gelelektrophorese von DNA und Proteinen zur Markierung der Laufmittelfront.
- als zuerst unsichtbares Farbpulver, mit dem man Geldscheine oder Geldkassetten präparieren kann – bei unbefugter Berührung entsteht auf den Fingern des Betreffenden eine intensive Färbung, die durch Waschen noch verstärkt wird.
- für Untersuchungen des Ejakulats: Es wird von toten Spermien absorbiert, von lebenden nicht.
- in der Netzhautchirurgie zum Anfärben von natürlich vorhandenen oder krankhaft entstandenen Membranen (Gliose), um diese gezielt zu entfernen[2]
- in der Kataraktchirurgie zur Färbung des Kapselsacks[3]
- in der Hornhautchirurgie zur Differenzierung einzelner Gewebsschichten in der transparenten Hornhaut[4]